# 1995年ウィンブルドン選手権
1995年 ウィンブルドン選手権（1995ねんウィンブルドンせんしゅけん、The Championships, Wimbledon 1995）は、イギリス・ロンドン郊外にある「オールイングランド・ローンテニス・アンド・クローケークラブ」にて、1995年6月26日から7月9日にかけて開催された。

## シード選手

### 男子シングルス
1. アンドレ・アガシ　（ベスト4）
2. ピート・サンプラス　（優勝、大会3連覇）
3. ボリス・ベッカー　（準優勝）
4. ゴラン・イワニセビッチ　（ベスト4）
5. マイケル・チャン　（2回戦）
6. エフゲニー・カフェルニコフ　（ベスト8）
7. ウェイン・フェレイラ　（4回戦）
8. セルジ・ブルゲラ 　（大会開始前に棄権）
9. ミヒャエル・シュティヒ　（1回戦）
10. マルク・ロセ　（1回戦）
11. ジム・クーリエ　（2回戦）
12. リカルド・クライチェク　（1回戦）
13. ステファン・エドベリ　（2回戦）
14. トッド・マーティン　（4回戦）
15. アンドレイ・メドベデフ　（2回戦）
16. ギー・フォルジェ　（2回戦）

### 女子シングルス
1. シュテフィ・グラフ　（優勝、2年ぶり6度目）
2. アランチャ・サンチェス　（準優勝）
3. コンチタ・マルチネス　（ベスト4）
4. ヤナ・ノボトナ　（ベスト4）
5. マリー・ピエルス　（2回戦）
6. 伊達公子　（ベスト8）
7. リンゼイ・ダベンポート　（4回戦）
8. ガブリエラ・サバティーニ　（ベスト8）
9. アンケ・フーバー　（4回戦）
10. ナターシャ・ズベレワ　（3回戦）
11. イバ・マヨリ　（1回戦）
12. エミー・フレージャー　（2回戦）
13. メアリー・ジョー・フェルナンデス　（ベスト8）
14. 沢松奈生子　（3回戦）
15. ブレンダ・シュルツ＝マッカーシー　（ベスト8）
16. ヘレナ・スコバ　（2回戦）

## 大会経過

### 男子シングルス
準々決勝
- アンドレ・アガシ vs.  ヤッコ・エルティン　6-2, 6-3, 6-4
- ボリス・ベッカー vs.  セドリック・ピオリーン　6-3, 6-1, 6-7, 6-7, 9-7
- ゴラン・イワニセビッチ vs.  エフゲニー・カフェルニコフ　7-5, 7-6, 6-3
- ピート・サンプラス vs.  松岡修造　6-7, 6-3, 6-4, 6-2

準決勝
- ボリス・ベッカー vs.  アンドレ・アガシ　2-6, 7-6, 6-4, 7-6
- ピート・サンプラス vs.  ゴラン・イワニセビッチ　7-6, 4-6, 6-3, 4-6, 6-3

### 女子シングルス
準々決勝
- シュテフィ・グラフ vs.  メアリー・ジョー・フェルナンデス　6-3, 6-0
- ヤナ・ノボトナ vs.  伊達公子　6-2, 6-3
- コンチタ・マルチネス vs.  ガブリエラ・サバティーニ　7-5, 7-6
- アランチャ・サンチェス vs.  ブレンダ・シュルツ＝マッカーシー　6-4, 7-6

準決勝
- シュテフィ・グラフ vs.  ヤナ・ノボトナ　5-7, 6-4, 6-2
- アランチャ・サンチェス vs.  コンチタ・マルチネス　6-3, 6-7, 6-1

## 決勝戦の結果
男子シングルス
- ピート・サンプラス vs.  ボリス・ベッカー　6-7, 6-2, 6-4, 6-2

女子シングルス
- シュテフィ・グラフ vs.  アランチャ・サンチェス　4-6, 6-1, 7-5

男子ダブルス
- マーク・ウッドフォード＆ トッド・ウッドブリッジ vs.  リック・リーチ＆ スコット・メルビル　7-5, 7-6, 7-6

女子ダブルス
- ヤナ・ノボトナ＆ アランチャ・サンチェス vs.  ナターシャ・ズベレワ＆ ジジ・フェルナンデス　5-7, 7-5, 6-4

混合ダブルス
- ジョナサン・スターク＆ マルチナ・ナブラチロワ vs.  シリル・スーク＆ ジジ・フェルナンデス　6-4, 6-4

## みどころ
- 男子シングルスで、松岡修造が日本人男子選手として1933年の佐藤次郎以来「62年ぶり」のベスト8進出を果たす。準々決勝では第2シードのピート・サンプラスから第1セットのタイブレークを奪ったが、結局 7-6, 3-6, 4-6, 2-6 でサンプラスに敗れた。
- 女子シングルスでは、日本人選手として伊達公子、沢松奈生子、神尾米、長塚京子、遠藤愛、杉山愛、宮城ナナの7名が本戦出場を果たし、伊達と沢松の2名がシード選手に選ばれた。第6シードの伊達は、日本人女子選手として初のベスト8に進出したが、準々決勝で第4シードのヤナ・ノボトナに 2-6, 3-6 で敗れた。
- 女子シングルス決勝は、全仏オープンに続いてシュテフィ・グラフとアランチャ・サンチェスの対戦になる。第3セット・第11ゲームがデュースを13回繰り返す「20分」のゲームとなり、テニスの1ゲームの最長時間記録が生まれた。
- 混合ダブルスで、前年に女子シングルスの第一線から退いたマルチナ・ナブラチロワが優勝。ナブラチロワのウィンブルドン優勝回数は、女子シングルス9勝（歴代1位記録）＋女子ダブルス7勝＋混合ダブルス3勝＝総計「19勝」となり、エリザベス・ライアン（1892年 - 1979年）の大会歴代2位タイ記録に並んだ。
- 男子シングルス3回戦で、ウィンブルドン選手権では前例のない珍事が起きた。ジェフ・タランゴ（アメリカ）がアレクサンダー・ムロンツ（ドイツ）と対戦中に主審への暴言を繰り返したため、第2セットの途中（ムロンツのスコア：7-6, 3-1）で主審から「失格」を言い渡された。